# Герт, Юрий Михайлович
Юрий Михайлович Герт (7 февраля 1931 — 29 июня 2003 года) — писатель и журналист. Возглавлял отдел прозы казахстанского литературного журнала «Простор».

## Биография
Родился в 1931 году в Астрахани. Во время Великой Отечественной войны погиб на фронте его отец, а потом умерла от туберкулёза мать. Сам Юрий Михайлович в это время находился в эвакуации в Узбекской ССР с бабушкой и дедушкой.
После окончания Вологодского педагогического института работал учителем русского языка и литературы в Мурманской области. Затем была служба в армии. В 1957 году Юрий Михайлович переехал в Караганду. Он работал журналистом в газете «Комсомолец Караганды», а затем литературным консультантом в Карагандинском отделении Союза писателей Казахстана.
Впоследствии переехал в Алма-Ату и в 1965 году начал работу в журнале «Простор», где после отъезда Белянинова возглавил отдел прозы. В это время о журнале знали за пределами Казахстана, в нём печатались запрещённые ранее произведения.
Я жил в Уральске и привозил в редакцию журнала «Простор» свои рассказы, не очень надеясь быть опубликованным. Участие в моей писательской судьбе принял Юрий Михайлович Герт, талантливый прозаик, автор известного тогда романа «Кто, если не ты». Он вел со мной долгие беседы, несколько раз приглашал к себе домой, где тоже пытался вложить в меня хоть чуточку писательского разумения. В те годы опубликоваться в «Просторе» для молодого литератора (а молодыми наши писатели были до пятидесяти лет, а потом переходили в разряд «известных», если до этого не умирали, или не становились «маститыми», а то и «широко известными», «замечательными», а некоторые и «народными») было очень почетно. «Простор» читали, любили, подписывались на него.
После 23-х лет работы Герт порвал с журналом из-за разногласий, связанных с публикацией провокационных материалов, а именно очерка Марины Ивановны Цветаевой «Вольный проезд». О своих попытках не допустить публикацию этого материала он рассказал в книге «Эллины и иудеи».
В 1991 году, вслед за детьми, Ю. М. Герт с женой уехали в США и поселились в Кливленде.
Скончался Ю. М. Герт 29 июня 2003 года.

## Творчество
Первая повесть писателя, «Преодоление», была опубликована в журнале «На рубеже» в 1955 году (во время службы Ю. Герта в армии. В 1957 году повесть опубликовало Карельское книжное издательство, а в 1959 году — Военное издательство в Софии (на болгарском языке). Роман «Кто, если не ты?» был популярным у казахстанцев в 1960-е годы. Ю. М. Герт — автор произведений «Ночь предопределений», «Солнце и кошка», «Третий лишний», «Лгунья». После переезда в США вышли его книги «Эллины и иудеи», «Северное сияние», «Лазарь и Вера», «Семейный архив». Многие произведение Герта не публиковались десятилетиями.
Юрий Герт также занимался переводами произведений казахских и уйгурских писателей: им переведены романы «Маимхан» З. Самади (изд. Алма-Ата, 1984.), «Прикрой своим щитом» И. Есенберлина (изд. Москва: Советский писатель, 1976.), «Голубое марево» М. Магауина (изд. Жазушы, Алма-Ата, 1976.), «Змеиное лето» М. Магауина (изд. Москва: Советский писатель, 1984.), «Иртыш впадает в океан» Р. Тохтарова (изд. Алма-Ата, 1972.), рассказы и повести М. Сундетова, X. Абдуллина.

## Сочинения
- Преодоление : повесть / Ю. Герт. — Петрозаводск : Госиздат Карел. АССР, 1958. — 69 с. ; 21 см. — 60000 экз.
- Кто, если не ты?. : роман / Ю. М. Герт. — Алма-Ата : Казгослитиздат, 1964. — 557 с. ; 21 см. — 210000 экз.
- Первое апреля : рассказы и повесть / Ю. М. Герт. — Алма-Ата : Жазушы, 1968. — 105 с. ; 20 см. — Содерж.: Рассказы: Глоток воды. — Медаль. — Сирень. — Политанский. — Первое апреля. — И пусть повезет гренадеру! Повесть. — 100000 экз.
- Лгунья, почти неправдоподобная история для детей до шестнадцати и старше: Повесть. / Ю. М. Герт. — // Простор. — 1970. — № 2. — С.4-88.
- Третий лишний: Повесть. / Ю. М. Герт. — // Простор. — 1974. -№ 10. — С. 10-56.
- Солнце и кошка / Ю. М. Герт. — Алма-Ата : Жазушы, 1976. — 266 с. : ил. ; 17 см. — 100000 экз.
- Листья и камни : повести и рассказы / Юрий Герт; [Худож. А. Островский]. — Алма-Ата : Жазушы, 1979. — 382 с. : ил. ; 17 см. — Содерж.: Повести: И пусть повезет гренадеру; Третий лишний; Рассказы: Политанский; Первое апреля; Варенье из ренклодов; Память; Мильонный; Мрак и свет; Чужая боль; Водопад Учан-Су; Мир хижинам — война дворцам!; Шаровая молния, и др. — 100000 экз.
- Листья и камни : повести и рассказы / Юрий Герт; [Худож. А. Островский]. — Алма-Ата : Жазушы, 1981. — 382 с. : ил. ; 17 см. — Содерж.: Повести: И пусть повезет гренадеру; Третий лишний; Рассказы: Политанский; Первое апреля; Варенье из ренклодов; Память; Мильонный; Мрак и свет; Чужая боль; Водопад Учан-Су; Листья и камни, и др. — 100000 экз.
- Ночь предопределений: Роман. / Ю. М. Герт. — // Простор. — 1981.-№ 6.- С.51.
- Ночь предопределений: Роман. / Ю. М. Герт. — Алма-Ата: Жазушы, 1982.- 352с.- 10000 экз.
- Колокольчик в синей вышине: Грустная история со счастливым концом: / Ю. М. Герт. — Алма-Ата : Жазушы, 1984. — 455 с. ; 21 см. — 50000 экз.
- Приговор : [Повесть и роман] / Юрий Герт; [Худож. Г. Горелов]. — Алма-Ата : Жазушы, 1987. — 428, [2] с. : ил. ; 22 см. — Содерж.: Приговор: Повесть; Лабиринт: Роман. — 100000 экз.
- Раскрепощение : [Сборник] / Юрий Герт. — Алма-Ата : Жазушы, 1990. — 253, [2]1с., [1] л. портр. ; 22 см. — 50000 экз. ISBN 5-605-00834-X (в пер.)
- Эллины и Иудеи. Современные вариации на библейскую тему./ Юрий Герт ; Саратов. Еврейский мир. 1996 г. 315 с.
- «Северное сияние»: Сборник. / Юрий Герт ; — изд. Побережье (Филадельфия), 1997. — 187 с.
- «Лазарь и Вера»: Сборник. / Юрий Герт ; — VIA Press, Vestnik Information Agency (Балтимор), 2000. — 512 с. ISBN 1-885563-21-3
- «Семейный архив» / Юрий Герт ; — Seagull Press Owings Mills, MD 2002. — 566 с. ISBN 0-9714963-2-3
- Избранное / Ю. М. Герт. — ИП Ракитская Э. Б., 2014 г. — 990 с. ISBN 978-5-00039-048-1
- Кто, если не ты?. : роман / Ю. М. Герт. — Алма-Ата : Жазушы, 1991. — 384 с. ; 21 см. — 50000 экз. ISBN 5-605-00496-4